# Agnus de Saragossa
Agnus de Saragossa (Gallur, província de Saragossa, 1190 - Saragossa, 1260) va ésser un frare franciscà aragonès. És venerat com a beat per l'Església catòlica.

## Biografia
Es deia Lope Fernando de Aín; va ésser el papa Innocenci VI qui, per distingir la seva bondat, li canvià el seu nom Lupus (Lope, en llatí, "llop") pel sobrenom Agnus ("anyell", per la mansedat).
Va ésser canonge i prior de l'església del Pilar de Saragossa i el primer aragonès que va ingressar a l'Orde de Sant Francesc, cap al 1220. Va ésser a Roma, on va destacar per la seva predicació i on va conèixer el papa Innocenci. Aquest el va nomenar bisbe titular del Marroc i llegat apostòlic en aquell regne. Al Marroc establí la seu episcopal i fou admirat pel mateix sobirà musulmà per la seva generositat i desinterès.
Va tornar a Roma per fomentar la missió i va obtenir permís per fer el pelegrinatge a Terra Santa. En tornar-ne, en 1255, Alexandre IV l'encarregà en qualitat de llegat de definir els límits de la diòcesi de Cartagena i d'altres dos nous bisbats, creats a terres conquerides als musulmans. Cap al final de la seva vida va tornar a Saragossa, al convent de frares menors.
Hi morí el 1260, essent sebollit al mateix convent. En 1286, quan els franciscans es traslladaren de convent, n'exhumaren el cos i el portaren al nou, enterrant-lo a l'església, al costat de l'Evangeli de l'altar major. El convent i les restes desaparegueren en 1809, destruïts per l'exèrcit francès.
Se'n conserven algunes cartes sobre l'apostolat a Àfrica i alguns sermons, en espanyol, llatí i àrab.